# ドッチメチャ!
『ドッチメチャ!』は、2000年4月27日にソニー・コンピュータエンタテインメントから発売されたプレイステーション専用ソフト。対戦シミュレーションゲーム。パッケージロゴでは「どっちもメチャメチャ」と言う言葉が付いている。

## 概要

### 主要ルール
このゲームは、キングパオという自分の陣地から呼び出せる「エンジェるん」と呼ばれる天使を活用して相手のキングパオを先に破壊する陣取り合戦である。ただし、「エンジェるん」を呼び出すにはキングパオに「ギルテミックの実」という黄色い実が貯まっていなければならない。ゲーム開始時は「パッチョ」が1匹呼び出せるギルテミックがあるのみ。

### ゲームモード
神様になりたい主人公チッパーが神様試験に挑むストーリーモードの他に一定の条件を満たすとプレイできるようになるゲームモードがある。
ストーリーモードをクリアするとプレイできるチャレンジモードでは以下のゲームが遊べる。
- タマゴプレゼント - 基本ルールは同じだが、（キング）パオからはパッチョとフィーパしか呼び出せない。他のエンジェるンを呼び出すには空から降ってくるタマゴをフィーパを使って自分の（キング）パオに持ち帰らなければならず、タマゴの中身もかえるまでわからない。
- バクダンプレゼント - 基本ルールは同じだが、キングパオを破壊するには空から降ってくるバクダンをフィーパを使って運ばなければならない。他のパオはエンジェるんの攻撃で破壊可能。
- パネル取り - パネル取り専用のステージで、さまざまな効果のあるパネルを取りあうゲーム。どちらかのキングパオが破壊された時点での獲得パネル枚数の多い方が勝ち。パネルの上をエンジェるんが歩くと「獲得した」事になる。

### スコア合計1000点突破特典
チャレンジモードのスコア合計が1000点以上に到達すると解放される特典。
- ブラックモード - モード選択時にR1でonにすることによってどのモードでも適用される。
onにすると2P側のエンジェるんが真っ黒になり、行動速度が倍増する超高難易度モード。それだけではなく、パッチョがギルテミックの実を（キング）パオへ投げられる位置が伸び、フィーパは敵の（キング）パオからギルテミックを盗む量が通常の2～3倍になり、プゲラはホムホムの砲撃による硬直時間が短くなることがある。また、本当に真っ黒なので被ダメージ量が分からない。
- ミュージアム - ゲーム中に使われているBGMや、ストーリーモードのムービーを自由に観ることができる。

### 採点
各ステージをクリアすると採点に入る。採点基準は、タイムポイント（50点満点）、パオポイント（30点満点）、エンジェるんポイント（20点満点）の 3 つ。
- タイムポイントは、出来るだけ早く相手のキングパオを破壊すればするほど高得点となる項目。満点を取るには 残り時間が3日を切る前にクリアすること。
- パオポイントは、パオの所有数が多いほど高得点となる項目。ステージごとにパオのもとの数が決まっているが、満点を取るには全てのパオをつくること。1つでもパオのもとがあったり、敵のパオがあったりすると満点はもらえない。
- エンジェるんポイントは、エンジェるんの生存率が高いほど高得点となる項目。満点を取るには出来るだけ多くのエンジェるんが残っていること。クリア直前にパッチョを大量に呼び出せば簡単に高得点が取れる。

## エンジェるん
ゲームに登場するエンジェるんは 5 種類あり、それぞれ役割が異なる。倒されると文字通り「昇天」する。
パッチョ
最も少ないギルテミック量で呼び出せるエンジェるん。次の4つの特徴がある。
- ステージに落ちているギルテミックの実を拾って（キング）パオに集める
- ステージにある「パオのもと」で「パオ」を作る - 最低3匹が必要。体力を消費し、途中で力尽きると昇天してしまう。
- ホムホムの弾になる - 大量にホムホムに吸わせると、爆風が大きくなる。
- 命令すると少しだけ走る - 早くクリアするには、連続して命令を出さないといけない。

フィーパ
パッチョの次に少ないギルテミック量で呼び出せるエンジェるん。タマゴで生まれるがすぐにかえる。
フィーパ自身は攻撃できず弱いが、上手く使いこなすと戦闘を有利に進めることが出来る特殊タイプであり、次の 6 つの特徴がある。
- ギルテミックの木を育てる - ギルテミックを消費し、木の周辺に花を植える。ギルテミックの木は3回成長でき、花の数がそれぞれ4個、6個、8個で成長し、その木から採れるギルテミックの量が増える。
- 相手のタマゴを盗む - ホムホムとプゲラはタマゴからかえるのに時間がかかり、そのスキに敵のタマゴを盗むことが出来る。タイミングによってはピッキーのタマゴも盗むことは可能。
- 相手のパオに貯まったギルテミックを盗む
- ギルテミックをパオからパオへと移す
- 夜になると寝てしまうプゲラを運ぶ
- 敵のプゲラを見つけると一目散に逃げ出す

ピッキー
呼び出すには少し多めのギルテミックが必要なエンジェるん。ピッキーもタマゴで生まれるがすぐにかえる。
ピッキーは、敵のエンジェるんがやってきたら攻撃をする傭兵タイプであり、エンジェるんのなかで最も守備力が高い。パッチョを水に投げて溺死させることがある。ピッキーも、連続して命令すると移動速度が速くなる。
ホムホム
呼び出すには、多めのギルテミックが必要なエンジェるん。タマゴで生まれるが、かえるまでに時間がかかる。パッチョを弾にして攻撃する大砲型のエンジェるん。パッチョの数が多いほど爆風が大きくなるが、一度にパッチョを6匹以上を弾にすると、自身もダメージを受けてしまうほど爆風が大きくなるので注意。
ホムホム自身は反撃できず、接近されるとただの肉壁と化す。移動させることもできるが、かなり遅い。
プゲラ
呼び出すには、かなり多めのギルテミックが必要。タマゴで生まれ、ホムホムよりかえるまでの時間が長い、最強のエンジェるん。
口から炎を吐き、ピッキーに噛み付いて即死させたり、キングパオに対してはボディプレスで攻撃する。ひたすら相手のキングパオに向かって歩き続ける。なお、プゲラには一切命令ができず、夜になると寝てしまう。
プリシラ曰く、「遊び盛りのおこちゃま」らしい。

### エンジェるん番外編
出現条件が特殊なエンジェるん。
ワルビーのペット
ストーリーモード最後の敵、ワルビーが従える巨大なエンジェるん。実質ラスボス的存在。アリクイのような外見をしている。
普段は地中に潜り、背中に生えたギルテミックの木を地上に出してステージを闊歩している。
ワルビーのキングパオを破壊するとワルビーのかけ声と共に地上に姿を現す。
敵が近くにいない場合は、目からビームを射出し、ワルビーのパオを凄まじい勢いで作り出す。（作ると少量のギルテミックのおまけ付き）
ただこれにはギルテミックを使うらしく、パオ作成後は近くにあるギルテミックを吸収する。
攻撃方法は主に巨体を活かした回転と、たまに広範囲に届くブレスを吐く。
味方のプゲラはペットを見つけると移動速度が格段にアップして一直線に突進する。（夜は普段通り眠る）
ペットに対する有効な攻撃はホムホム砲だが、大量のピッキーを投入すれば余裕で勝てる。プゲラなら尚良い。
このワルビーのペットを撃退後、晴れてストーリーモードクリアとなる。

## ゲーム用語
エンジェるん
天使のこと。このゲームでは、5種のエンジェるん（パッチョ、フィーパ、ピッキー、ホムホム、プゲラ）が登場。（詳細は上述）
キングパオ
最初から持っている陣地。ギルテミックが自動的に貯まり、□ボタンでエンジェるンを呼び出せる。これが相手のエンジェるんから破壊されると負けになる。攻撃が蓄積されていくと、泣き顔へと変わっていく。
パオのもと
パオになる前の状態。
パオ
パオのもとから出来る陣地。キングパオと同じでエンジェるんを呼び出すことが可能。ただし、作るには最低 3匹以上のパッチョが必要。キングパオと違う点は、パオが壊されても負けにならず、破壊されたパオはパオのもとに戻るので何度も作成可能であるということ。
ギルテミックの木
ステージのあちこちにある木。ギルテミックの実を落とす。フィーパで採取量を増やすことができる。
ギルテミックの実
ギルテミックの木から実る黄色い実。落ちた実をパッチョが（キング）パオに持ち帰る。（キング）パオに実が貯まっていないと、エンジェるんの呼び出しができない。
のろし
エンジェるん達の目印となる煙のこと。【のろしに向かって】と命令したら、のろしのある所まで移動する。

## キャラクター
チッパー（声：太田彩乃）
この物語の主人公。神様に何となく憧れている。神様になったら、のんびり暮らせる星を作るという。
悪友バッキオによると、神様試験が開かれるまで寝しょんべんしていたらしい。
バッキオ（声：くまいもとこ）
チッパーの幼なじみ。チッパーのことが嫌いで、何かと見下した態度をとる。自己中心主義者。神様になったら、文明の発達した星にしたいという。
攻守ともに抜かりがなく、決勝戦で決着をつけることになる。ワルビーに心を乗っ取られた後は容姿が黒ずみ、牙が生える。
バイツェン（声：園部啓一）
ずっと前から神様試験を監督している偉い神様。
プリシラ（声：園部啓一）
バイツェンの助手。ゲーム初心者に分かりやすく教えてあげる。
フレス（声：鈴木千尋）
神様試験 1回戦のチッパーの相手。正義の味方をこよなく愛する、ちょっと勘違い気味の少年。「かみさま」になったら愛に満ちた星を作ると宣言。
彼が指す正義の味方は「ゴッヅマン」といい、「ドワルダン」が悪役らしい。
序盤だけあり、大型のエンジェるんを使わず、積極的に攻めこんでこない。
バビーノ（声：柳志乃）
食いしん坊な少年。「かみさま」になったらお菓子職人だけの星を作ろうと思っている。神様試験 2回戦で、チッパーと対決する。
「神様試験中はお菓子禁止」らしいが、当の本人は普通にキャンディーをなめている。
ムッティー
バビーノの母親。「ザマス」が口癖。息子を溺愛しており、バビーノが泣き寝入りすると彼女が代わりに指揮をとるようになる。
エピリ（声：榎本温子）
わがままで、気分で行動する今時の女の子。「かみさま」になったら、優雅に踊って暮らせる星を作りたいと思っている。3回戦でチッパーと対戦。
父よりエンジェるんの扱いが上手く、教習所で好成績を取るほどの実力者。
チュール（声：鈴木千尋）
全てが謎。「かみさま」になってどうするつもりなのかも、一切不明。準決勝でチッパーと対戦。
劣勢に陥ると煙を出しスパークすることから中に機械が入っていると思われる。フィーパによるタマゴの強奪を得意とする。
ワルビー（声：榎本温子）
人の弱みにつけ込み心を乗っ取る悪魔。一人称は「おいら」。バイツェン曰く、神様試験の「常連」らしい。常連だけあり、実力は本物。
今回はチッパーに対抗意識を燃やすバッキオを乗っ取った。悪魔が天使のエンジェるん達を操れる理由はゲーム内で語られていない。
卑劣な性格で、「ワルビーのペット」を地面に潜らせてギルテミックの木ごと横取りしてくる。